# FTI-EII

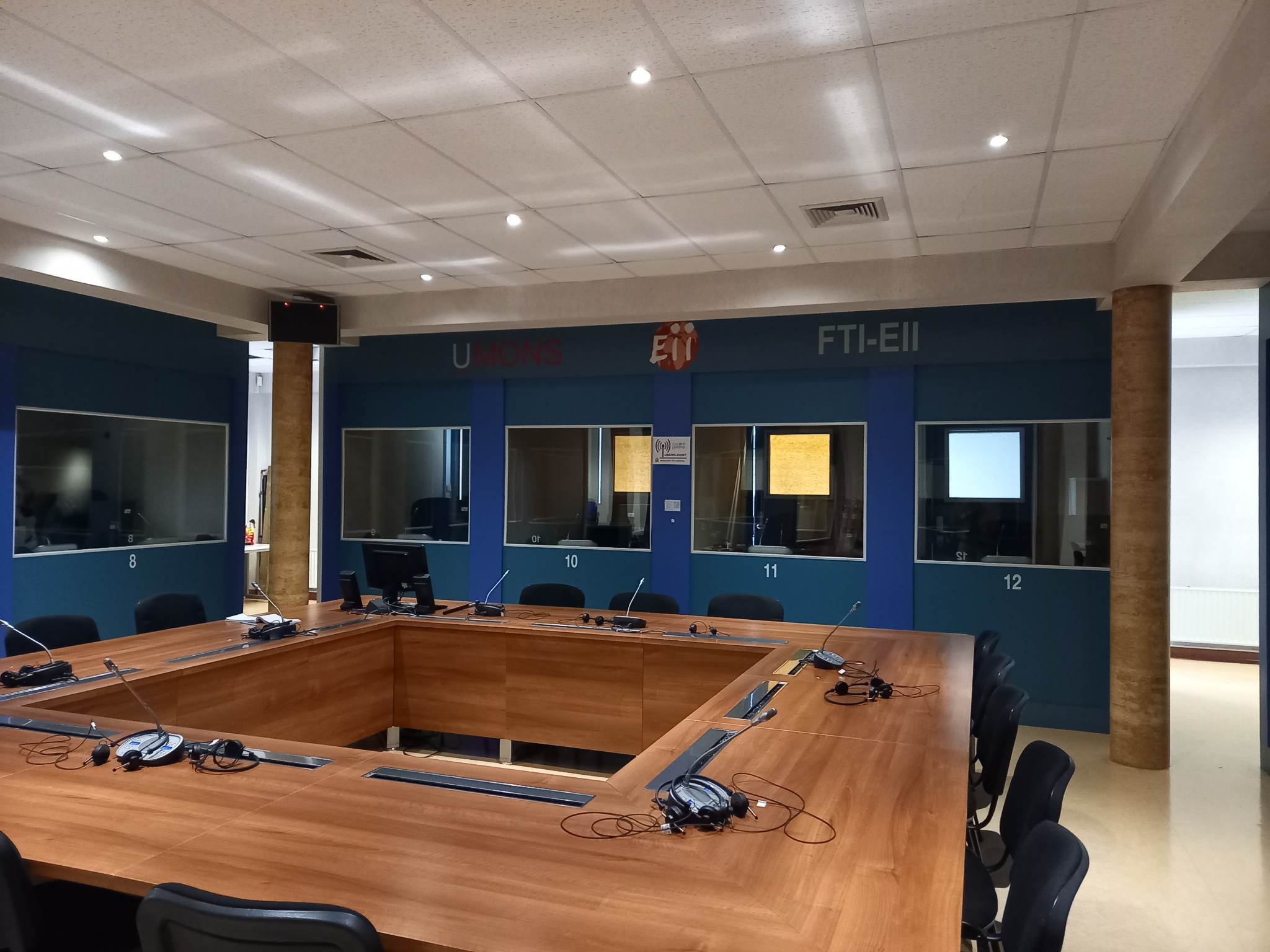
Tolkcabines, FTI-EII

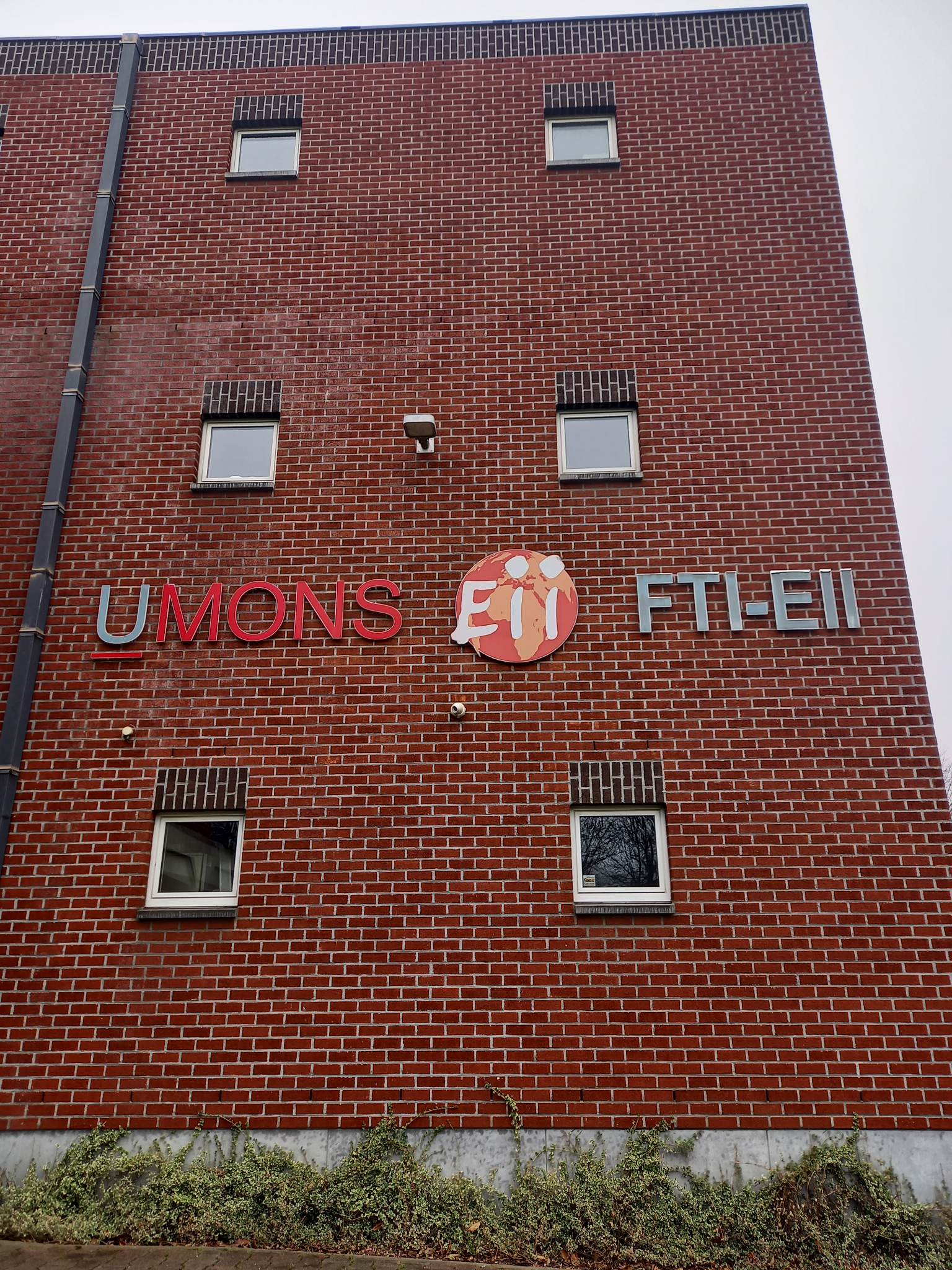
FTI-EII

De Faculté de Traduction et Interprétation - École d'interprètes internationaux (FTI-EII) is de tolk- en vertaalopleiding van de Université de Mons in Bergen. 

## Geschiedenis
De tolk- en vertaalopleiding werd opgericht in 1962. Ze maakte toen deel uit van de Henegouwse hogeschool Haute École du Hainaut en vanaf 2008 van de Université de Mons-Hainaut. In 2009 ging de opleiding op in de Université de Mons. De opleiding is erkend door beroepsvereniging AIIC en maakt deel uit van het internationale samenwerkingsverband CIUTI voor vertaal- en tolkopleidingen. De gebouwen van de FTI-EII bevinden zich op de Campus Plaine de Nimy.

## Opleidingen
De FTI-EII biedt bacheloropleidingen aan in Toegepaste taalkunde en masteropleidingen in vertalen en tolken (zowel gesprekstolken als conferentietolken). Studenten kiezen uit Nederlands, Engels, Spaans, Duits, Italiaans, Russisch, Chinees, Arabisch.